# موسم مثالي
الموسم المثالي (بالانجليزيةperfect season) هو موسم رياضة بما في ذلك أي مبارة احتياطية، الذي يبقى فيه الفريق وينتهي بلا خسارة. يعد هذا العمل الفذ نادرًا للغاية على المستوى الاحترافي لأي رياضة جماعية، وقد حدث بشكل أكثر شيوعًا على المستويات الجامعية والمدرسية في الولايات المتحدة. الموسم المثالي العادي (المعروف بأسماء أخرى خارج الولايات المتحدة الأمريكية) هو موسم استبعاد أي التصفيات، حيث لا يزال فريق غير مهزوم. إنه أقل ندرة من موسم مثالي كامل ولكنه استثنائي.
قد يكون الموسم المثالي جزءًا من سلسلة انتصارات متعددة المواسم.
لا يتم احتساب المباريات الودية بشكل عام ضمن الترتيب، مع أو ضد. على سبيل المثال، خسر فريق ميامي دولفينز عام 1972 ثلاثة من ألعاب ما قبل الموسم («المباريات الودية» في 1972 NFL العامية) ولكن يُعتبر أنه كان لديه موسم مثالي.

## كرة القدم الأمريكية

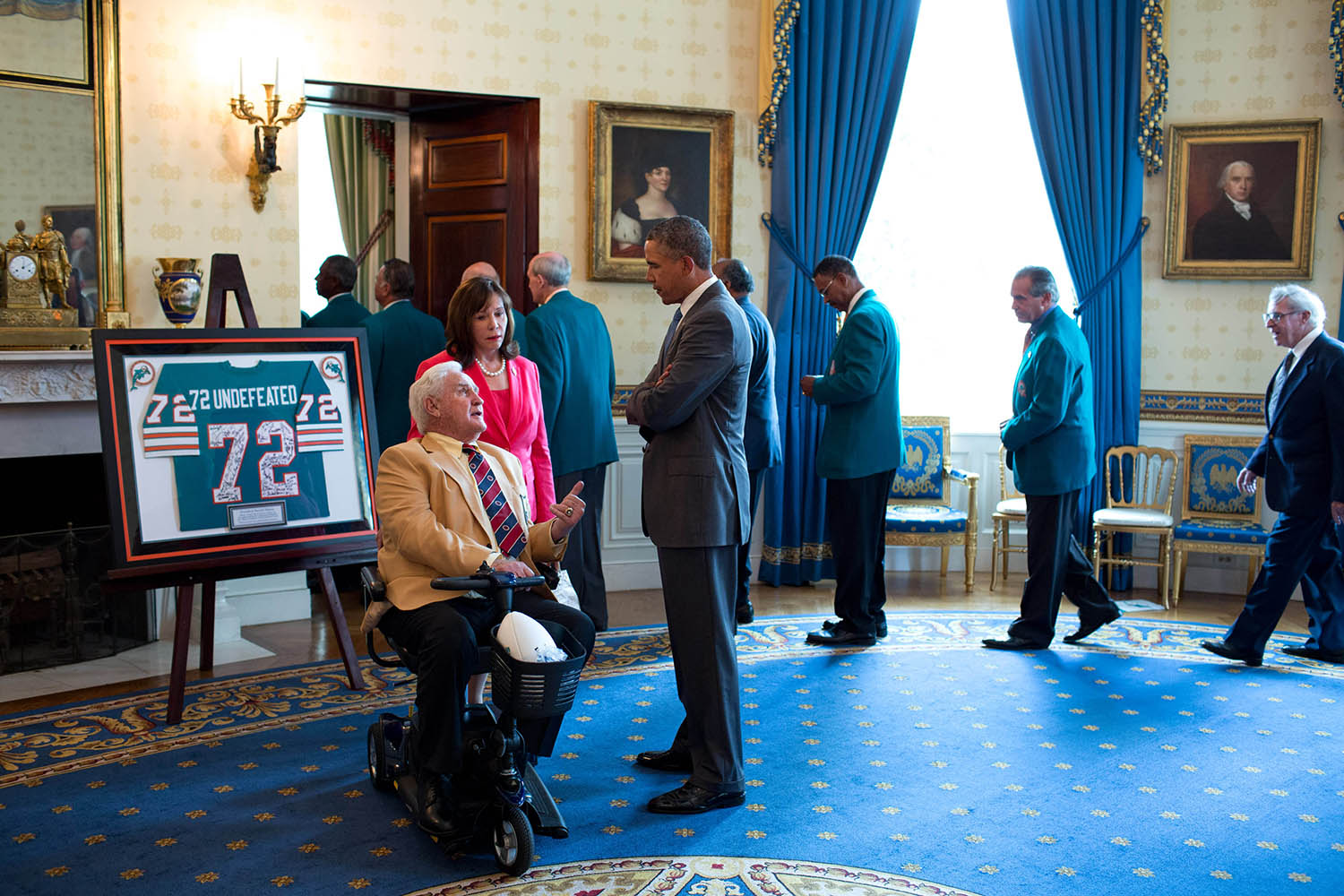
الرئيس باراك أوباما يتحدث مع مدرب ميامي دولفينز السابق دون شولا في الغرفة الزرقاء قبل حفل تكريم بطل سوبر بول 1972 ميامي دولفين في البيت الأبيض، أغسطس. 20، 2013.

## الرابطة الوطنية لكرة القدم
منذ أن بدأ الدوري الوطني لكرة القدم في عام 1920، لعب فريق واحد فقط موسمًا مثاليًا (كل من الموسم العادي والمباريات الفاصلة): ميامي دولفينز عام 1972، الذي فاز في جميع مباريات الموسم الأربعة عشر العادية وثلاث مباريات ما بعد الموسم إلى أن أنهى الموسم بـ 17–0–0.
في العام التالي، وسعت دولفينز سلسلة انتصاراتها إلى 18 قبل أن تخسر مباراتها الثانية أمام اوكلاند رايدرز في 23 سبتمبر 1973. غالبًا ما تم الإبلاغ عن أن الأعضاء الباقين على قيد الحياة من Dolphins 1972 سيجتمعون، كل موسم، لشرب الشمبانيا عندما حصل الفريق الأخير الذي لم يهزم على أول خسارة له هذا العام، أو أرسل علبة شمبانيا للفريق الذي تغلب على هذا الفريق النهائي الذي لم يهزم. «نفى دون شولا»، المدير الفني لدولفين 1972، ذلك في مقابلة مع ESPN عام 2007. في 20 أغسطس 2013، بعد أربعة عقود من إنجازها، استضاف الرئيس باراك أوباما فريق دولفنز لعام 1972 مشيرًا إلى أنهم «لم يحصلوا على زيارة للبيت الأبيض».

### مواسم الرابطة الوطنية لكرة القدم (NFL)غير المهزومة قبل عام 1932 (مع التعادلات)
حتى تم تطوير نظام التصفيات في اتحاد كرة القدم الأميركي في عام 1932، كان هناك أربعة فرق أكملت مواسم دون هزيمة، ولكن مع مباراة واحدة أو أكثر مرتبطة: 1920 أكرون بروز، 1922 كانتون بولدوج، 1923 كانتون بولدوج، و 1929 جرين باي باكرز. وفقًا لـ 2012 سجل NFL وكتاب الحقائق، بموجب ممارسات NFL في ذلك الوقت، لم يتم تضمين ألعاب التعادل في النسبة المئوية للفوز من 1920 إلى 1971 (لم يكن هناك أيضًا وقت إضافي لتسوية العلاقات في الموسم العادي حتى عام 1974) لذلك، هذه الفرق الأربعة تم تسجيلها بنسب مواسم ربح مثالية تبلغ 1.000.
تم رفض لعبة الجاموس الأمريكي لعام 1921 بشكل مثير للجدل من نوع مماثل من الموسم الذي لم يهزم تقريبًا، عندما اعتقدوا أن مباراتهم الأخيرة، خسر 10-7 أمام شيكاغو ستاليز، كانت لعبة استعراضية لن يتم احتسابها في الترتيب النهائي. يسجل اتحاد كرة القدم الأميركي تلك المباراة على أنها رسمية، وسجل بافالو 9-1-2.
| الفريق                   | الفوز | الخسارات | تعادل | آخر                 |
| ------------------------ | ----- | -------- | ----- | ------------------- |
| 1920 موسم اكرون بروس     | 8     | 0        | 3     | تم إلغاء لعبة واحدة |
| 1922 موسم كانتون بلدغ    | 10    | 0        | 2     | -                   |
| 1923 موسم كانتون بلدغ    | 11    | 0        | 1     | -                   |
| 1929 موسم غرين باي باكرز | 12    | 0        | 1     | -                   |

### مواسم أخرى مثالية لاتحاد كرة القدم الأميركي
بصرف النظر عن دولفينز 1972، أكملت ثلاثة فرق NFL مواسم منتظمة غير مهزومة وغير مرتبطة: 1934 شيكاغو بيرز، و 1942 شيكاغو بيرز، و 2007 نيو إنجلاند باتريوتس.
في عام 1934، لعب الدببة موسمًا عاديًا من 13-0-0 وأصبح أول فريق NFL يكمل موسمًا عاديًا غير مهزوم بدون مباريات متعادلة، لكنه خسر 1934 مباراة البطولة
ضد فريق نيويورك جاينتس. على الرغم من خسارة العديد من اللاعبين والمدرب الرئيسي جورج هالاس للخدمة العسكرية في الحرب العالمية الثانية، أنهى فريق شيكاغو بيرز عام 1942 11-0-0 لكنهم خسروا مرة أخرى لعبة بطولة اتحاد كرة القدم الأميركي، هذه المرة ضد واشنطن ريد سكينز.
أصبح باتريوتس 2007 أول فريق بعد أن وسع اتحاد كرة القدم الأميركي موسمه العادي إلى ستة عشر مباراة في عام 1978 لإنهاء الموسم العادي دون هزيمة. ثم فاز باتريوتس بألعابهم على مستوى الأقسام والمؤتمرات، لكنهم انزعجوا من فريق نيويورك جاينتس في سوبر بول بطريقة دراماتيكية، مما منحهم رقمًا قياسيًا نهائيًا قدره 18-1.
| الفريق                         | الفوز | الخسارات | نتائج المباراة الفاصلة                                                | النتيجة النهائية |
| ------------------------------ | ----- | -------- | --------------------------------------------------------------------- | ---------------- |
| 1934 موسم شيكاغو بيرز          | 13    | 0        | فقدت لعبة بطولة اتحاد كرة القدم الأميركي ضد نيويورك جاينتس            | 13-1             |
| 1942 موسم شيكاغو بيرز          | 11    | 0        | خسر بطولة اتحاد كرة القدم الأميركي ضد واشنطن رد سكينز                 | 11-1             |
| 1972 موسم ميامي دولفين         | 14    | 0        | فاز بثلاث مباريات فاصلة بما في ذلك سوبر بول السابع ضد واشنطن رد سكينز | 17–0             |
| 2007 موسم نيو إنجلاند باتريوتس | 16    | 0        | فاز في مباراتين فاصلة قبل أن يخسر في سوبر بول XLII ضد نيويورك جاينتس  | 18-1             |

### عصر ما قبل اتحاد كرة القدم الأميركي والبطولات المتنافسة
سابقاتها NFL مثل جامعة ولاية أوهايو، نيويورك دوري المحترفين لكرة القدم وحلبة كرة القدم المهنية غرب ولاية بنسلفانيا وكان العديد من مواسم كاملة. في ولاية أوهايو، كان لنمور ماسيلون (1904، 1905)، وهنود أكرون (1909)، وشيلبي بلوز (1911)، ومثلثات دايتون (1918) مواسم مثالية خلال هذه الحقبة. في نيويورك، ذهب بوفالو نياجاراس 5-0-0 (6-0-0 بما في ذلك خسارة) في دوري يتكون من فرق بالكامل من مدينة بوفالو في عام 1918. في عام 1920، نادي اتحاد فينيكسفيل، الواقع في شرق بنسلفانيا، لعب في دوري يتكون في الغالب من فرق محلية وحقق موسمًا مثاليًا، مدعيًا لنفسه بطولة وطنية أسطورية. في غرب ولاية بنسلفانيا، كانت كل من مكتبة مكتبة هومستيد والنادي الرياضي لعام 1900 و1901، بالإضافة إلى 1903 نادي فرانكلين أتليتيك، تتمتع جميعها بمواسم مثالية.
لم يكن مستوى الموهبة عالياً ولا متسقًا بين الفرق في ذلك الوقت، وكانت الفصول أقصر بشكل عام (من 7 إلى 11 مباراة)، ولم يكن من غير المألوف أن تلعب الفرق الكبرى جميع مبارياتها على أرضها بينما لعبت الفرق الأقل جميع مبارياتها. ألعابهم على الطريق. في عام 1918، وكان دايتون والجاموس ميزة إضافية تتمثل في وجود أقوى منافسيها تعليق العمليات بسبب الإنفلونزا الاسبانية والحرب العالمية الأولى، والقيود التي حالت دون أيضا الفريقين من اللعب بعضها البعض. وبالتالي، كان كسب موسم مثالي أسهل بكثير مما سيكون عليه في اتحاد كرة القدم الأميركي.

#### 1937لوس انجليس بولدوجز
كان لوس أنجلوس بولدوجز عضوًا في دوري كرة القدم الأمريكية الثاني، الذي انضم إلى الدوري في عام 1937 بعد أن انشق كليفلاند رامز إلى اتحاد كرة القدم الأميركي. لعب مجموعة من فرق AFL والامتيازات المستقلة (مثل بكرة البخار بروفيدانس وساليناس باكرز)، ذهب الفريق 16-0، مع 8 انتصارات قادمة ضد فرق AFL. تم الاستشهاد بهيمنة بولدجز كأحد العوامل الرئيسية في زوال AFL، والموسم التالي كمستقل بسجل 10-2-2 بما في ذلك سجل 2-1-2 ضد فرق NFL، تمت دعوة لاعبي الفريق للعب في فريق «برو أول ستارز» في أول لعبة برو أول ستارز لـ NFL في لوس أنجلوس. تعتبر بولدجز واحدة من الفرق المستقلة القليلة التي حققت التكافؤ مع NFL.

#### 1948 كليفلاند براونز
كان براون عضوًا في مؤتمر عموم أمريكا لكرة القدم، وهو دوري كرة قدم محترف لعب من عام 1946 إلى عام 1949. في عام 1948، فاز فريق براون بجميع مباريات الموسم العادي الأربعة عشر وبطولة الاتحاد الآسيوي لكرة القدم عام 1948 ليسجل الرقم القياسي 15-0-0. كان موسم 1948 المثالي لكليفلاند جزءًا من سلسلة أطول من 29 فوزًا متتاليًا، امتدت من عام 1947 إلى عام 1949 وتضمنت كل من ألعاب اللقب عامي 1947 و 1948. بشكل عام، فاز فريق براونز بجميع مباريات بطولة AAFC الأربعة وتم قبوله في اتحاد كرة القدم الأميركي عندما اندمج الدوريان بعد موسم 1949.
لم يعترف اتحاد كرة القدم الأميركي ولا قاعة مشاهير كرة القدم المحترفة بالموسم المثالي لبلدغ؛ تعترف هول اوف فام بالموسم المثالي لفريق براونز لكن اتحاد كرة القدم الأميركي لا يفعل ذلك.

### قريب من الكمال
منذ أن توسع اتحاد كرة القدم الأميركي إلى موسم عادي من أربعة عشر مباراة في عام 1961، كان هناك 11 فريقًا لديهم مواسم منتظمة مع خسارة واحدة دون أي روابط (أو أفضل) بينما فشلوا في تحقيق موسم مثالي:
| فريق                      | يفوز | خسائر | نتائج المباراة الفاصلة                                                   | النتيجة النهائية |
| ------------------------- | ---- | ----- | ------------------------------------------------------------------------ | ---------------- |
| 1962 غرين باي باكرز       | 13   | 1     | فاز بلعبة بطولة اتحاد كرة القدم الأميركي                                 | 14-1             |
| 1967 أوكلاند رايدرز       | 13   | 1     | فاز بلعبة بطولة AFL قبل أن يخسر سوبر بول II أمام غرين باي باكرز          | 14-2             |
| 1968 بالتيمور كولتس       | 13   | 1     | فاز في مباراتين فاصلة قبل أن يخسر سوبر بول III أمام نيويورك جيتس         | 15-2             |
| 1976 أوكلاند رايدرز       | 13   | 1     | فاز بثلاث مباريات فاصلة بما في ذلك سوبر بول XI                           | 16-1             |
| 1982 واشنطن رد سكينز      | 8    | 1     | فاز بأربع مباريات فاصلة بما في ذلك سوبر بول XVII                         | 12-1             |
| 1984 سان فرانسيسكو 49ers  | 15   | 1     | فاز بثلاث مباريات فاصلة بما في ذلك سوبر بول XIX                          | 18-1             |
| 1985 شيكاغو بيرز          | 15   | 1     | فاز بثلاث مباريات فاصلة بما في ذلك سوبر بول XX                           | 18-1             |
| 1998 مينيسوتا الفايكنج    | 15   | 1     | فاز بلعبة فاصلة واحدة قبل أن يخسر لعبة بطولة NFC                         | 16-2             |
| 2004 بيتسبرغ ستيلرز       | 15   | 1     | فاز بلعبة فاصلة واحدة قبل أن يخسر مباراة بطولة الاتحاد الآسيوي           | 16-2             |
| 2007 نيو إنجلاند باتريوتس | 16   | 0     | فاز في مباراتين فاصلة قبل أن يخسر سوبر بول XLII أمام فريق نيويورك جاينتس | 18-1             |
| 2011 غرين باي باكرز       | 15   | 1     | فقدت لعبة الجولة التقسيمية بعد جولة بطاقة الوداع                         | 15-2             |
| كارولينا بانثرز 2015      | 15   | 1     | فاز في مباراتين فاصلة قبل أن يخسر سوبر بول 50 أمام دنفر برونكو           | 17-2             |

عانت معظم هذه الفرق من خسارة الموسم العادي في وقت مبكر من العام، وبخلاف باتريوتس 2007 (بدأ الموسم العادي والتصفيات 18-0)، فقط 1962 باكرز (10-0)، 1985 بيرز (12-0)، 2011 بيكرز (13-0) و2015 بانثرز (14-0) كانوا على المسار الصحيح لموسم مثالي عندما خسروا. من قبيل الصدفة، جاءت خسارة الدببة الوحيدة عام 1985 إلى ميامي دولفين.
أفضل بداية من فريق NFL الذي فشل في إكمال موسم عادي مثالي يتقاسمه فريقان: 2009 إنديانابوليس كولتس، الذي بدأ 14-0 قبل أن يخسر آخر مباراتين عاديتين في الموسم أمام نيو يورك جيتس وبوفالو بيلز لإنهاء المباراة. 14-2، و 2015 كارولينا بانثرز، الذين ذهبوا 14-0 قبل أن يخسروا أمام أتلانتا فالكونز ويواصلون إنهاء الموسم العادي 15-1. بعد أن انتزع فريق كولتس عام 2009 المصنف الأول في الاتحاد الآسيوي لكرة القدم، ضحى بفرصه في موسم عادي مثالي وبدلاً من ذلك أراح مباراته في المباراتين الأخيرين لحمايته من التصفيات، بناءً على أوامر من المدير العام آنذاك بيل بوليان. واجه فريق كولتس انتقادات هائلة من لاعبيهم، ومعجبيهم، ووسائل الإعلام لترك فرصهم في موسم مثالي تفلت من أيديهم. سيواصل المهورون الذهاب إلى سوبر باول XLIV لكنهم خسروا أمام قديسي نيو اورليانز. لم يستريح فريق بانثرز لعام 2015 في بداية خسارتهم (في ذلك الوقت، كان أريزونا كاردينالز13 إلى 2 وكان لا يزال لديهم فرصة لتجاوز الفهود على المصنف الأول في NFC).
بدأت أربعة فرق أخرى في اللعب من 13 إلى 0 قبل أن يخسروا مباراتهم الرابعة عشرة: دنفر برونكو 1998، 2005 إنديانابوليس كولتس، 2009 نيو أورلينز ساينتس و2011 غرين باي باكرز (من بين تلك المواسم شبه المثالية، لم يفز فريق كولتس 2005 و2011 باكرز لعبة فاصلة واحدة). خسر 1998برونكوس و2005 كولتس و2009 ساينتس ما لا يقل عن اثنتين من مبارياتهم الثلاث الأخيرة ولكن تعافى برونكو وساينتس للفوز بلقبسوبر باول. في 1953 كليفلاند براونز و1969 لوس انجليس الأكباش التي 11-0 في المواسم اثني عشر وأربعة عشر مباراة على التوالي؛ كلاهما خسر مباراته الفاصلة الوحيدة.

### بطولات الدوري الأخرى
فيما يلي قائمة بالفرق في الدوريات الصغيرة أو البديلة التي جمعت مواسم مثالية من ست مباريات أو أكثر، بما في ذلك ألعاب ما بعد الموسم، بدون روابط:
- ذهب فريق هوليوود بيرز، عضو رابطة ساحل المحيط الهادئ لكرة القدم للمحترفين، 8-0-0 في عام 1941.
- كان فريق هوليوود رينجرز عضوًا في رابطة كرة القدم الأمريكية لعام 1944 (المعروفة سابقًا باسم اتحاد الصناعات الحربية الشمالية الغربية)، وهو منافس لم يدم طويلًا في دوري كرة القدم للمحترفين في ساحل المحيط الهادئ على الساحل الغربي. في موسم 1944، ذهبوا 11-0-0 وهزموا بطل PCPFL سان دييغو بومبرز (الذي كان لديه أيضًا موسمًا مثاليًا في الدوري، حيث ذهب 9-0-0) في سلسلة من مباراتين.
- فاز تشارلستون روكتس من دوري كرة القدم القاري بجميع 14 مباراة في الموسم الافتتاحي للدوري في عام 1965، واستمر في هزيمة تورونتو بنادق في بطولة الدوري.
- وفرسان هارتفورد ذهب 17-0-0 في عام 1972 كعضو في دوري كرة القدم الساحل، بما في ذلك انتصارا على الكرادلة تشامبرسبورغ في بطولة الدوري. الفرسان، غير راضين عن مستوى المنافسة (العديد من مباريات Knights كانت بهامش فوز 40 نقطة أو أكثر)، تركوا الدوري في العام التالي.

في كرة القدم الداخلية، شهدت الفرق التالية مواسم مثالية:
- وفريق كواد سيتي ستيمويلرز ذهب مهزوم في الموسم الافتتاحي من كرة القدم، التي تعود رقما قياسيا من 19-0-0 بما في ذلك التصفيات وارينا كوب الفوز.
- وادي اوهايو فالي جراهاوند من دوري كرة القدم في الأماكن المغلقة الوطنية المستحقة موسم كامل في عام 2003.
- فاز فريق سيوكس فولز ستورم من يونايتد لكرة القدم بموسمين ممتازين متتاليين في عامي 2006 و 2007، حيث فاز ببطولة يونايتد بول في العامين.
- والحرس فايتيفيل فاز الموسم المثالي في عام 2007 في NIFL.
- وغزاة روتشستر فاز الموسم المثالي في 2008 في دوري كرة القدم في الأماكن المغلقة القاري، لكنه انسحب من أن الدوري خلال التصفيات في النزاع.
- في شيكاغو ذبح فاز الموسم المثالي في 2009 في CIFL.
- في بالتيمور مارينرز فاز الموسم المثالي في 2010 في اتحاد كرة القدم في الأماكن المغلقة الأمريكية .
- في انفجار إيري فاز الموسم المثالي في 2013 في القاري في الأماكن المغلقة لكرة القدم في الدوري، الفوز في كل المباريات العشر العادية الموسم، مباراة فاصلة الدور قبل النهائي، وبطولة CIFL.

ما لا يقل عن ثلاثة وعشرين فريقًا آخر من فرق كرة القدم شبه المحترفة لديهم مواسم مثالية، سبعة منهم على الأقل 17 مباراة طويلة. والكرادلة تشامبرسبورغ فاز رقما قياسيا 72 مباراة متتالية بين عامي 1977 و 1984.
لم تكن هناك مواسم مثالية (أو حتى مواسم منتظمة مثالية) في الاتحاد الأمريكي، أو الدوري العالمي لكرة القدم، أو دوري كرة القدم الأمريكية، أو XFL الأصلي أوحتى الآن، دوري كرة القدم الأرينا أو تحالف كرة القدم الأمريكية. كان لدوري كرة القدم المتحدة موسمان عاديان ممتازان، لكن لم يتأهل أي منهما للقائمة: أنهى فريق فلوريدا تاسكرز 2009 6-0، لكن هذا الفريق خسر مباراة البطولة اللاحقة؛ في لاس فيغاس قاطرات 2012 لديه سجل من 4-0 عندما الدوري علقت فجأة عمليات منتصف الموسم. وبالمثل، لم يُهزم فريق هيوستن روغنيكس 2020 من التجسد الثاني لبطولة XFL في 5-0 في الوقت الذي تم فيه إلغاء الموسم بسبب وباء COVID-19 في الولايات المتحدة .
لعب عام 1933 بروفيدنس هوسكايز (ربما خلفًا لـ بروفيدنس ستيم لورل) أفضل موسم سجله فريق محترف أو شبه محترف على الإطلاق: موسم من عشر مباريات فازوا فيه بكل مباراة ولم يتنازلوا عن نقطة واحدة أثناء أي لعبة.

### الدوريات خارج أمريكا الشمالية
في دوري الألماني لكرة القدم 2014 في براونشفايغ الليونز بتجميع الموسم المثالي (12-0 بوستسسن 3-0)، ولم يخسر سوى في كرة القدم الأوروبية BIG6 التي هي مسابقة مختلفة. لقد توجوا الموسم بانتصار آخر للبطولة الألمانية. وبالمثل في دوري الألماني لكرة القدم 2016 في شفيبيش هال يونيكورن حقق الموسم العادي الكمال مع سجل 14-0، وبالمثل جاءت الهزيمة الوحيدة في كرة القدم الأوروبية BIG6 الذي لا يعتبر لترتيب الدوري. ومع ذلك، على عكس براونشفايغ من قبلهم، خسر شفيبيش هول في النهاية الوعاء الألماني، في هذه الحالة أمام براونشفايغ. في موسم 2017 لدوري كرة القدم الألماني، جمعت شفيبيش هول مرة أخرى موسمًا مثاليًا (14-0) لكنها فازت هذه المرة أيضًا بالبطولة الألمانية، مرة أخرى ضد براونشفايغ. ومن المثير للاهتمام، أن خصمهم في المباراة النهائية قد دخل المباراة أيضًا برصيد 14-0 في الموسم العادي.

## كرة القدم الكندية
لم يتم تحقيق موسم مثالي حقيقي (بدون خسائر ولا علاقات خلال الموسم العادي والتصفيات) في كرة القدم الكندية المحترفة. أكمل فريق واحد فقط، 1948 كالجاري ستمبدرس، موسمًا عاديًا مثاليًا.
يتطلب جدول الدوري الكندي الحالي لكرة القدم أن يفوز فريق في 20 مباراة (18 موسمًا عاديًا، مباراة فاصلة واحدة بعد أسبوع وداع، وبطولة الكأس الرمادية) لتسجيل رقم قياسي مثالي.

### 1948 كالجاري ستمبدرس
تحت قيادة المدرب ليس لير، أكمل كالجاري ستمبدرس 1948 موسمًا عاديًا مثاليًا بتسجيل 12-0. لقد حققوا انتصارين وتعادل خلال التصفيات لينتهوا بسجل 14-0-1، وهو الموسم الكامل الوحيد الذي لم يهزم في تاريخ المحترفين الكندي11. في ويسترن يونيون بين المقاطعات لكرة القدم بطولة (أ المنزل والمنزل الإجمالية سلسلة قررت على مجموع النقاط) ضد روفرايد ريجينا، ارتبط مباراة الذهاب 4-4، وفاز ستمبدرس الثاني 21-10، للفوز المجموع 25-14. ثم هزم فريق ستامبيدرز أوتاوا روف رايدرز 12-7 في الكأس الرمادية السادسة والثلاثين .
على الرغم من لقب ستامبيدرز، إلا أن إنجازهم لم يُنظر إليه إلا قليلاً في الشرق. في ذلك الوقت، لعبت الاتحادات الشرقية والغربية مواسم منتظمة منفصلة والتقت فقط في الكأس الرمادية. كان يُنظر إلى اتحاد ويسترن بشكل علني على أنه منافسة أضعف في الشرق، وتم رفض فوز كالجاري (الثالث فقط لفريق غربي حتى ذلك الوقت) باعتباره حظًا.

## لاكروس
في لعبة لاكروس المحترفة، كان فريق بوفالو بانديتس عام 1993 هو الفريق الوحيد الذي فاز بموسم مثالي في دوري لاكروس الوطني. ربح اللصوص جميع مباريات الموسم الثماني العادية وفازوا بالبطولة في دورة من جولتين؛ كان الموسم استمرارًا لسلسلة انتصارات متعددة المواسم تعود إلى نجاح قطاع الطرق في بطولة العام السابق.
في دوري لاكروس الرئيسي، الذي بدأ اللعب في عام 2001، كان فريق دنفر اوتلوز2013 هو أول فريق يكمل موسمًا عاديًا مثاليًا، حيث فاز في جميع مبارياته الأربعة عشر. بعد فوزه على هاميلتون ناشونالز، حقق اوتلوز سلسلة من عشرين فوزًا متتاليًا في الموسم العادي على الرغم من خسارة بطولة 2012 . ومع ذلك، خسر اوتلوز في الجولة الأولى من التصفيات أمام شارلوت هاوندز، الذي ذهب 7-7 فقط في الموسم العادي.

## البطولات الرياضية المحترفة الأخرى في أمريكا الشمالية
في البطولات الرياضية الاحترافية الثلاث الكبرى الأخرى في أمريكا الشمالية (دوري البيسبول الرئيسي، ورابطة كرة السلة الوطنية، ودوري الهوكي الوطني) يكاد يكون من المستحيل أن يلعب الفريق موسمًا «مثاليًا»، ويرجع ذلك أساسًا إلى وجود المزيد من المباريات في الدوري العادي. الموسم (82 في الرابطة الوطنية لكرة السلة (NBA) ودوري الهوكي الوطني (NHL)، و 162 في دوري البيسبول الرئيسي).وكان موسم الصورة بين 28 و 36 مباراة منذ فترة طويلة، وذلك لم ينتج موسم مثالي.
من الممكن لرامي بيسبول أن يحقق موسمًا مثاليًا، ويحقق فوزًا واحدًا على الأقل وأي عدد من القرارات التي لا يتخذها على مدار العام. حدث هذا 1813 مرة في تاريخ لعبة البيسبول، على الرغم من أن الغالبية (1171) كانت من 1 إلى 0 مواسم، معظمها بواسطة رماة الإغاثة. أفضل موسم مثالي ينتمي إلى توم زاكاري من فريق نيو يورك يانكيز عام 1929، الذي سجل 12-0 رقماً قياسياً في 119.2 جولة. لم يحقق أي رامي مطلقًا موسمًا مثاليًا أثناء التأهل إلى لقب ERA .
في NHL، لعبت مونتريال كنديانز 1976–77 موسمًا مثاليًا تقريبًا على أرضها. ذهبوا 39-1 (975) على أرضهم، وخسرتهم الوحيدة في 30 أكتوبر 1976 ضد بوسطن بروينز. الكنديون خسروا 8 مباريات فقط طوال العام، وانتهوا بسجل 60-8-12.
في الدوري الاميركي للمحترفين، 1985–86 لعب بوسطن سيلتيكس موسمًا مثاليًا تقريبًا على أرضه. خلال الموسم العادي، كانوا 40-1 (976.) أمام جمهور منزلهم. وسلتكس ' وقعت فقط العادية للموسم فقدان الوطن يوم 6 ديسمبر 1985، إلى بورتلاند تريل بليزرز، من خلال النتيجة من 121-103. وسيفوز فريق سيلتيكس أيضًا بجميع مبارياته العشر على أرضه في فترة ما بعد الموسم لينهي 50-1 على أرضه. في 2015-16 سان انطونيو سبيرز أيضا لعب ما يقرب من الكمال المنزل العادية للموسم الجديد مع (0.976) سجل 40-1 أمام جماهيره، مع خسارته المنزل الوحيدة التي تحدث في 10 أبريل 2016 مقابل غولدن ستايت ووريورز بنتيجة 92-86. تم إقصاء توتنهام في الدور نصف النهائي للمؤتمر الغربي من قبل أوكلاهوما سيتي ثاندر في تصفيات الدوري الاميركي للمحترفين 2016 . لعب توتنهام ما مجموعه 5 مباريات على أرضه في فترة ما بعد الموسم، وأنهى 43-3 على أرضه، وخسر مرتين أمام الرعد. كان لدوري كرة السلة BIG3 المكون من ثلاثة على ثلاثة، والذي تميز بموسم عادي من ثماني مباريات وجولتين فاصلة، فريقًا مثاليًا في موسمه الافتتاحي عندما اجتاحت Trilogy جميع المباريات العشر في جدولها.

## الرياضات الاحترافية الفردية
بالنسبة للبطولات الرياضية الأخرى للأفراد، مثل جولة PGA أو فورميولا 1، فإن الموسم المثالي يمثل الفوز بكل حدث في الموسم. بالنظر إلى عدد البطولات أو السباقات في تلك البطولات، وحقيقة أن كل فرد يواجه أكثر من 40 خصمًا مقابل واحد، فإن الموسم المثالي يكاد يكون مستحيلًا.
بدلاً من ذلك، اعتبر الجولف أن جراند سلام، اكتساح لبطولات الجولف الأربعة الكبرى للرجال التي تعتبر أصعب المسابقات في لعبة الجولف المحترفة، لتكون مماثلة للكمال.
وكانت المرة الوحيدة التي تم اجتاحت البطولات الاربع الكبرى في أي سنة من السنوات 1930، عندما بوبي جونز فازت في جميع البطولات الاربع الكبرى (في ذلك الوقت، و (البريطانية) الهواة بطولة والولايات المتحدة الهواة لا تزال تعتبر التخصصات)؛ منذ عام 1934، عندما أُضيف برنامج الماجستير باعتباره رائدًا، لم يفز أي لاعب بالأربعة في عام واحد.
تايجر وودز هو لاعب الجولف المحترف الوحيد الذي فاز بأربع بطولات احترافية متتالية؛ لقد فعل ذلك على مدار عامين في عامي 2000 و 2001. وكان الرقم القياسي لمعظم الانتصارات المتتالية في لعبة الجولف الاحترافية هو 11، وهو الرقم القياسي الذي حققه بايرون نيلسون في عام 1945؛ فاز نيلسون بـ 18 بطولة بشكل عام في ذلك العام، وهو العام الذي كان فيه نقص القوى العاملة في زمن الحرب لا يزال يحد من عدد ونوعية لاعبي الغولف المحترفين لكي ينافس نيلسون ضدهم.
في فورميولا 1، قبل عام 1991، كان بإمكان السائق فقط حساب عدد معين من أفضل نتائجه نحو البطولة، مما يعني أنه كان من الممكن تسجيل 100 في المائة من أقصى نقاط البطولة دون الفوز بكل سباق في الموسم. وقد أنجز ذلك ألبرتو أسكاري في عام 1952 ومرتين بواسطة جيم كلارك في عامي 1963 و 1965، وكلاهما موسمي البطولة.
الرقم القياسي لمعظم مرات الفوز في بطولة العالم للجائزة الكبرى في موسم واحد هو 13، حققه مايكل شوماخر في عام 2004 (في 18 سباقًا) وسيباستيان فيتيل في عام 2013 (في 19 سباقًا). يحتفظ اسكاري الرقم القياسي لأعلى نسبة انتصارات في موسم واحد لجهوده عام 1952 والتي فاز فيها بـ 6 سباقات من أصل 8 (75.00٪) سباقات على التقويم.
في انديكار، فاز أي جي فويت بعشرة سباقات من أصل 13 في طريقه إلى البطولة الوطنية الرابعة في عام 1964. في ناسكار، يحتفظ ريتشارد بيتي بمعظم الأرقام القياسية لأغلب الانتصارات في الموسم الواحد. فاز بـ 27 سباقاً من أصل 48 مباراة عام 1967، 10 منها متتالية. نظرًا لتقليص عدد السباقات في موسم واحد من أكثر من 50 سباقًا إلى ما يقرب من 30 سباقًا في عام 1972، يحمل بيتي أيضًا الرقم القياسي «في العصر الحديث» لمعظم الانتصارات في موسم واحد مع 13 سباقًا، وهو رقم قياسي يتقاسمه مع جيف جوردون .
كان ريكي كارمايكل، متسابق الدراجات النارية المحترف، يتمتع بموسم ممتاز في عامي 2002 و 2004.
في عام 1997، بدأ متسابق الطرق تومي كيندال سلسلة "SCCA Trans-Am" المكونة من 13 سباقًا في الموسم 11-0، وهي أطول سلسلة انتصارات يمكن توثيقها في سباقات الطرق الاحترافية في جميع أنحاء العالم. في السباق الثاني عشر، كان كيندال يقاتل من أجل الصدارة في اللفة الأخيرة، لكنه خرج وحصل على المركز الثاني.
سيكون هذا الإنجاز صعبًا للغاية في سلسلة ذات جدول زمني أطول، مثل سلسلة كأس ناسكار التي تضم 36 موسمًا للسباق، أو بطولة السيارات البريطانية التي تضم عادةً 30 موسمًا للسباق، أو فورميولا 1 التي عادةً ما تضم ما بين 17 و 23 موسمًا للسباق. .

## الرياضة الجماعية الأمريكية

### الرابطة الوطنية لألعاب القوى بين الكليات لكرة القدم (NAIA)
في عام 1966، انتقلت كلية وينسبيرغ إلى 11-0 بعد أن سجلت 9-0 في الموسم العادي. في ديسمبر 1966، هزم وينسبيرج نيو مكسيكو هايلاندز في البوكيرك، نيو مكسيكو في مباراة فاصلة وهزم وايت ووتر ويسكونسن في بول بطولة NAIA في تولسا أوكلاهوما.

### الرابطة الوطنية لرياضة الجامعات
بسبب المواسم القصيرة نسبيًا خلال معظم تاريخ كرة القدم الجامعية، تضم قائمة فرق كرة القدم التي لم يهزم فيها القسم الأول عشرات الفرق. أعلى مستوى في كرة القدم الجامعية، القسم الأول من كرة القدم، لم يستخدم التقسيم الفرعي (الذي تم تقديمه باعتباره القسم IA في عام 1978)، مباراة فاصلة لتحديد بطل قبل تقديم مباراة فاصلة لكرة القدم المكونة من أربعة فرق (CFP) في 2014. اعتمد النظام الذي تم استبداله بـ CFP على مجموعة من استطلاعات الرأي وتصنيفات الكمبيوتر لاختيار فريقين للعب لعبة عنوان واحد في نظام يعرف باسم سلسلة بطولة بول. قبل عام 1992، لم يتم إجراء أي محاولة لمطابقة أفضل فريقين في مباراة البطولة، مما زاد من فرص تحقيق فرق متعددة لموسم مثالي. الرقم القياسي لأكبر عدد من الانتصارات في موسم لم تهزم فيه FBS هو 15-0 تم تحقيقه في 2018 بواسطة كليمسون وفي عام 2019 بواسطة LSU  وبعد أن السجل هو 14-0، أنجزت في 2002 من قبل ولاية أوهايو، مرتين في 2009 من قبل بويز دولة وألاباما، في 2010 من قبل أوبورن، وفي 2013 من قبل ولاية فلوريدا .
في جامعة واشنطن وشملت سجل FBS 64 مباراة متتالية الصورة لم يخسر خمسة مواسم متتالية مثالية من 1909 إلى 1913. في جامعة أوكلاهوما شملت سجل FBS 47 مباراة متتالية ثلاثة مواسم متتالية مثالية 1954-1956.
كان لدى العديد من الفرق مواسم غير مهزومة حيث لم يسمحوا أبدًا لفريق آخر بتسجيل نقطة ضدهم. تفوق فريق ميشيغان ولفرينز لكرة القدم بين عامي 1901 و 022 على خصومه 550-0.

### الرابطة الوطنية لرياضة الجامعات القسم الأول كرة السلة

#### رجال
قبل إنشاء بطولة الدعوة الوطنية في عام 1938 وبطولة كرة السلة للرجال في القسم الأول من NCAA في عام 1939، كانت المواسم المثالية أكثر شيوعًا؛ يتألف كل موسم من عدد أقل من المباريات وقد لا تلتقي الفرق الكبرى من أجزاء مختلفة من البلاد أبدًا.
ثمانية فرق أكملت مواسم كاملة، بما في ذلك انتصارات ما بعد الموسم، منذ بدء حقبة البطولة في عام 1938:
- 1939 LIU Blackbirds (24-0) - بطل NIT، والذي كان في ذلك الوقت أكثر شهرة من بطولة NCAA
- 1956 سان فرانسيسكو دونز (29-0) - بطل NCAA
- 1957 نورث كارولينا تار هيلز (32-0) - بطل NCAA
- 1964 UCLA Bruins (30-0) - بطل NCAA
- 1967 UCLA Bruins (30-0) - بطل NCAA
- 1972 UCLA Bruins (30-0) - بطل NCAA
- 1973 UCLA Bruins (30-0) - بطل NCAA
- 1976 إنديانا Hoosiers (32-0) - بطل NCAA

بالإضافة إلى ذلك، كان لأربعة فرق أخرى في حقبة البطولة سجلات لم يهزموا، لكنهم لم يلعبوا في أي بطولة بعد الموسم:
- 1940 سيتون هول بايرتس (19-0) - لم تتم دعوته إلى بطولة NCAA أو NIT.
- 1944 كاديت الجيش (15-0) - لم تتم دعوتهم إلى بطولة NCAA أو NIT. (بالنظر إلى أن هذا الموسم كان خلال الحرب العالمية الثانية ، فمن المحتمل أيضًا أن اختار الجيش رفض دعوات البطولة).
- 1954 كنتاكي وايلد كاتس (25-0) - رفض عرضًا للمشاركة في بطولة NCAA بسبب حكم NCAA بأن طلاب الدراسات العليا لا يمكنهم المنافسة.
- 1973 ولاية نورث كارولاينا وولفباك (27-0) - غير مؤهل لمنافسة ما بعد الموسم بسبب انتهاكات القواعد في وقت سابق من ذلك الموسم.

يعتبر فريق UCLA Bruins هو الفريق الوحيد الذي لديه مواسم مثالية متتالية (1971-1972، 1972-1973)، وكانت جميع المواسم الأربعة المثالية للكلية تحت إشراف مدرب Hall of Fame الرئيسي جون وودن .
أكملت الفرق التالية موسمًا عاديًا مثاليًا ، لكنها خسرت في بطولة NCAA أو غيرها من أحداث ما بعد الموسم:
- 1939 لويولا رامبلرز (أنهى الموسم العادي 20-0 وخسر في نهائي NIT أمام LIU لينهي 21-1)
- 1941 سيتون هول بايرتس (أنهى الموسم العادي 19-0؛ خسر في نصف نهائي NIT أمام LIU ولعبة المركز الثالث أمام CCNY لإنهاء 20-2)
- 1951 كولومبيا ليونز (أنهى 21-1 بعد الخسارة في الجولة الأولى)[18]
- 1961 أوهايو ستيت باكيز (أنهى السباق 27-1 بعد الخسارة في مباراة البطولة أمام سينسيناتي)
- 1968 هيوستن كوجارز (أنهى الموسم العادي 28-0، ثم خسر مباراة نصف النهائي ومباريات العزاء في فاينل فور)
- 1968 سانت بونافنتورا بوني (أنهى الموسم العادي 22-0، وخسر في نصف النهائي الإقليمي)
- 1971 بين كويكرز (أنهى الموسم العادي 26-0 وخسر في النهائيات الإقليمية)
- 1971 ماركيت ووريورز (أنهى الموسم العادي 26-0، خسر في الدور قبل النهائي الإقليمي)
- 1975 إنديانا هووزرس (أنهى الموسم العادي 29-0، لكنه خسر أمام كنتاكي في النهائي الإقليمي للشرق الأوسط)
- 1976 روتجرز سكارلت نايتس (أنهى الموسم العادي 28-0، فاز بثلاث مباريات أخرى في بطولة NCAA ليذهب إلى 31-0، لكنه خسر في النهائي الرابع إلى ميتشيغن وفي مباراة المواساة لـ UCLA)
- 1979 إنديانا ستيت سيكاموريس (أنهى الموسم العادي 29-0، لكنه خسر في مباراة البطولة أمام ولاية ميشيغان. انتهى 33-1.)
- 1979 أنهى ألكورن ستيت بريفز الموسم العادي بتسجيل 27-0، لكن لم تتم دعوته إلى بطولة NCAA. خسر الشجعان في الجولة الثانية من بطولة الدعوة الوطنية إلى إنديانا.[19]
- 1991 UNLV Runnin 'Rebels (دخل البطولة 30-0، خسر في Final Four إلى بطل نهائي Duke . انتهى 34-1.)
- 2004 سانت جوزيف هوكس (أنهى الموسم العادي 27-0، خسر أمام كزافييه في ربع نهائي دوري كرة السلة للرجال الأطلنطي لعام 2004. أنهى 30-2 بعد خسارته أمام ولاية أوكلاهوما في نهائي NCAA الإقليمي الشرقي.)
- 2014 Wichita State Shockers (دخل البطولة 34-0، وخسر أمام الوصيف النهائي كنتاكي في دور الـ 32. انتهى 35-1.)
- 2015 كنتاكي وايلد كاتس (دخل البطولة 34-0، خسر أمام ويسكونسن في النهائي الرابع. أنهى 38-1.)
- 2021 Gonzaga Bulldogs (دخل البطولة 26-0، لكنه خسر أمام بايلور في مباراة البطولة. انتهى 31-1.)

#### نساء
في لعبة السيدات ، حققت فرق البطولة الوطنية التالية سجلات مثالية منذ أن بدأ AIAW في رعاية بطولة البطولة في عام 1972 (والتي أعقبتها بطولة NCAA في عام 1982):
- 1973 إيماكولاتا مايتي ماك (20-0)
- 1975 سيدة دولة دلتا (28-0)
- 1981 لويزيانا تيك ليدي تيكسترس (34-0)
- 1986 تكساس لونجهورنز (34-0)
- 1995 أقوياء البنية في ولاية كونيتيكت (35-0)
- 1998 ولاية تينيسي ليدي فولز (39-0)
- 2002 أقوياء البنية في ولاية كونيتيكت (39-0)
- 2009 أقوياء كونيتيكت (39-0)
- 2010 أقوياء البنية في ولاية كونيتيكت (39-0)
- 2012 بايلور ليدي بيرز (40-0)
- أقوياء البنية من ولاية كونيتيكت 2014 (40-0)
- أقوياء البنية من ولاية كونيتيكت 2016 (38-0)

أكملت الفرق التالية مواسم منتظمة مثالية، لكنها خسرت في بطولة NCAA أو غيرها من أحداث ما بعد الموسم:
- أنهى عام 1983 اورال روبرت ليدي تيتانز (الملقب الآن بالنسور الذهبي) الموسم العادي 24-0، لكن لم تتم دعوته إلى بطولة NCAA[20] لعبوا في البطولة الوطنية لدعوة النساء، وخسروا أمام ممفيس ستيت (المعروفة الآن باسم ممفيس) في الجولة الثانية. بعد فوزهم في مباراة عزاء ضد ويبر ستيت، أنهوا الموسم 26-1.[21]
- دخلت لويزيانا تيك ليدي تيكسترز 1990 بطولة NCAA في 28-0، لكنها خسرت في الفاينال فور أمام أوبورن لتنتهي 32-1.
- وكاتاماونتس فيرمونت كانت لم يخسر دخول بطولة NCAA في عامي 1992 (29-0) و1993 (28-0). خسر في الجولة الأولى ل جورج واشنطن في 1992 وروتجرز في 1993.
- في 1997 كونيتيكت أقوياء البنية دخلت بطولة NCAA في 30-0، لكنه خسر في نهائي الإقليمية الغرب الأوسط إلى بطل وطني في نهاية المطاف ولاية تينيسي، والانتهاء من 33-1.
- في 1998 ليبرتي سيدة النيران دخلت بطولة NCAA 28-0، ولكن المصنف رقم 16 في منطقة الشرق الأوسط ويقابل ضد تينيسي، مع المجلدان سيدة سحق سيدة اللهب 102-58.
- وكونيتيكت أقوياء البنية 2003 أنهى الموسم العادي في 29-0، لكنه خسر أمام فيلانوفا في المباراة النهائية لبطولة الشرق الكبي، وإنهاء لهم آنذاك قياسي انتصارات في 70 مباراة. ذهب هسكي للفوز بدورة الرابطة الوطنية لرياضة الجامعات، حيث أنهوا 37-1.
- أنهى 2007 Duke Blue Devils الموسم العادي في 29-0، لكنه خسر في الدور قبل النهائي من بطولة ACC إلى ولاية كارولينا الشمالية. في بطولة NCAA، خسروا في الدور نصف النهائي من جرينسبورو الإقليمي أمام روتجرز لينهي 32-2.
- ونبراسكا كرنهوسكرس 2010 أنهى الموسم العادي في 29-0، لكنه خسر في الدور نصف النهائي من 12 بطولة كبيرة إلى تكساس A & M. في بطولة NCAA ، خسروا في الدور نصف النهائي من كانساس سيتي الإقليمي أمام كنتاكي لينهي 32-2.
- دخلت لعبة القتال الايرلندي نوترادم لعام 2014 بطولة NCAA في 32-0 وخسرت في مباراة البطولة أمام كونيتيكت، وانتهت 37-1.
- وبرينستون نمور 2015 دخلت بطولة NCAA في 30-0 وخسر في الجولة الثانية إلى ولاية ماريلاند وحتى النهاية 31-1.
- دخلت 2017 كونيكتيكت هوكيز بطولة NCAA في 32-0 وخسرت في الدور قبل النهائي الوطني أمام ولاية ميسيسيبي لتنتهي 36-1.
- دخلت 2018 كونيكتيكت هوكي في بطولة NCAA في 32-0 لكنها خسرت أمام نوتردام لتنتهي 36-1.

والجدير بالذكر أن موسم 2015–16 شهد انتهاء جميع أبطال الرابطة الوطنية لرياضة الجامعات الثلاث بمواسم لم يهزموا فيها. في القسم الثاني، ذهب لوبوك كريستيان 34-0. في القسم الثالث ، ذهب توماس مور 33-0 للموسم الثاني على التوالي.

### الرابطة الوطنية لرياضة الجامعات لهوكي الجليد
من بين المدارس في المستوى الأعلى لهوكي الجليد للرجال، ذهب فريق كورنيل بيج ريد 1969-70 إلى 29-0-0 في قسم الجامعة (الذي سبق القسم الأول اليوم) في طريقه إلى بطولة وطنية.
منذ موسم كورنيل 29–0–0 في 1969–70، كان أقرب فريق لهوكي الجليد للرجال من القسم الأول إلى موسم مثالي هو 1992–93 مين بلاك بيرز، الذي أنهى ذلك العام في 42-1-2، بما في ذلك اللقب الوطني انتصار اللعبة على بحيرة سوبيريور ستيت . كانت خسارتهم الوحيدة في 19 فبراير 1993، ضد جامعة بوسطن، حيث خسروا 7-6 في الوقت الإضافي، وتعادلهم الوحيد كان في 24 أكتوبر ضد بروفيدنس، 3-3، وفي 15 يناير ضد كلاركسون، 4-4.
كان آخر فريق رجال ينهي المباراة بدون هزيمة وغير مرتبطين ويصبح بطلًا وطنيًا هو 1983-84 بيمجي ستيت بيفرز (31-0-0)، الذين كانوا يتنافسون في القسم الثاني، وهو مستوى من المنافسة لم يعد يدير بطولة.
لم يُهزم كلاركسون جولدن نايتس 1955-56 (23-0-0)، لكنه تخطى بطولة NCAA لأن الفريق كان لديه كبار السن بأربع سنوات من اللعب الجامعي وهو ما كان مخالفًا لقواعد بطولة NCAA في ذلك الوقت (ليست قواعد الموسم العادية).
ذهب 1967–68 لونا جيلز من 16–0–0 في موسم الافتتاح كمستقل في القسم الثالث، لكنه لم يشارك في بطولة وطنية حيث لم يكن هناك أي منها في القسم الثالث في ذلك الوقت.
كان آخر موسم لم يهزم وغير مقيد في هوكي الجليد NCAA على أعلى مستوى في 2012-13 عندما أصبح فريق مينيسوتا غولدن غوفرز أول فريق سيدات في الرابطة الوطنية لرياضة الجامعات يحقق هذا الإنجاز (41-0-0).

### الرابطة الأمريكية للهوكي الجماعي
إن فريق جامعة إلينوي القتالي إيليني 2007-08، فريق النادي، هو الفريق الأمريكي الوحيد في رابطة الهوكي الجماعية الذي سجل موسمًا مثاليًا برقم قياسي من 38-0-0.

## الرياضة الجماعية الكندية

### كرة قدم الكندية يو سبورتس

#### 1975 جامعةأوتاوا جي جيز
في عام 1975، كانت جامعة أوتاوا جي جيز التي تحتل المرتبة الأولى في المرتبة الأولى أول موسم لم يُهزم في الرياضة بين الجامعات الكندية (الآن U Sports). بعد الانتهاء من موسمهم العادي المثالي في 8-0، فاز جيز جيز بأول مباراة فاصلة لهزيمة المركز الثاني في تورونتو فارسيتي بلوز 14-7. ثم حطم فريق Gees Gees فريق Windsor Lancers 45-6 ليفوز بكأس Yates وحق اللعب في البطولة الوطنية وكأس Vanier. اكتمل الموسم غير المهزوم في 21 نوفمبر 1975، عندما هزم فريق Gee Gees جامعة كالجاري دينوس 14-9 في ملعب CNE في تورنتو. في تلك الليلة، أصبح Gee Gees أول فريق لم يهزم في تاريخ CIS وVanier Cup. كان لقائمة Gees Gees لعام 1975 تأثير كبير على CFL. لعب لاعبو Gee Gee من فريق 1975 في CFL لمدة إجمالي تراكمي 96 عامًا وطوال حياتهم المهنية في CFL تم إنجازهم: واحد من محبي قاعة مشاهير كرة القدم الكندية، لاعب واحد في بطولة كأس رمادي كندي، واثنان من جوائز فرانك إم جيبسون للتميز القسم الشرقي الصاعد، اثنان من دوري الدرجة الثانية المتميز لكأس ليو داندوراند، القسم الشرقي من دوري الدرجة الأولى لكرة القدم، وعشرين اختيارًا من كل النجوم والأقسام، وثلاثة وعشرون ظهورًا لكأس رمادي، ومجموع 12 حلقة من الكأس الرمادية.

#### 2003، 2005 أقوياء ساسكاتشوان
في عامي 2003 و2005، أكمل أقوياء ساسكاتشوان مواسم منتظمة مثالية. ومع ذلك، فقد خسروا في كلا العامين في التصفيات: في كأس Vanier أمام Laurier Golden Hawks في عام 2005، وفي نصف نهائي كندا الغربية أمام ألبرتا جولدن بيرز في عام 2003.

#### 2007 مانيتوبا بيسون
حقق فريق مانيتوبا بيسون موسمًا مثاليًا في عام 2007، وهو فريق كرة القدم الذي يمثل جامعة مانيتوبا، الواقعة في وينيبيغ . لم يهزم فريق بيسون في لعب اتحاد الجامعات الرياضية في كندا الغربية خلال جدول المباريات الثماني. في التصفيات، تعامل مانيتوبا بشكل مريح مع كالجاري دينوس 27-5 في الجولة الافتتاحية. تبع ذلك فريق بيسون هزيمة 48-5 من ريجينا رامز في كأس هاردي وعرض قوي 52-20 ضد المتنافسين المعمرين من جامعة ويسترن أونتاريو، أونتاريو الغربية موستانج، في ميتشل باول. في يوم الجمعة ، 23 نوفمبر 2007، قبل يومين من مباراة الكأس الرمادية رقم 95 في تورنتو، هزم فريق بيسون فريق جامعة سانت ماري، المعروف باسم أقوياء أقوياء القديسين سانت ماري ، 28-14 ليحرزوا أول بطولة كأس فانيير منذ عام 1970، والثالث العنوان العام. توج هذا الفوز بموسم 12 فوزًا مثاليًا.

#### لافال الأحمر والذهبي 2010 (Laval Rouge et Or)
في عام 2010، كان Laval Rouge et Or الموجود في مدينة كيبيك ، يتمتع بموسم مثالي من 13 إلى 0. لم يهزموا مع سجل 8-0 في QUFL. خلال التصفيات، فازوا على Bishop's Gaiters 56-1 في الجولة الافتتاحية. فاز فريق Rouge et Or ببطولة QUFL وكأس Dunsmore بفوز قريب من 22-17 ضد Sherbrooke Vert et Or . تبعوا بفوز 13-11 ضد ويسترن أونتاريو موستانج في Uteck Bowl . أخيرًا ، يوم السبت ، 27 نوفمبر، 2010، في ملعبهم في مدينة كيبيك، فازوا بكأس فانير 29-2 ضد كالجاري دينوس، متوجًا بموسم 13-0.

### يو سبورتس هوكي

#### رجال
يعتبر فريق جامعة تورونتو فارسيتي بلوز (22–0–0) 1972–73 فريق الهوكي الوحيد للرجال في U Sports الذي يفوز ببطولة وطنية بدون خسائر ولا روابط في الموسم العادي وبعد الموسم. فاز فريق فارسيتي بلوز بجميع مباريات الموسم العادي الـ 17 ليحتل المركز الأول في القسم الشرقي لجمعية ألعاب القوى في جامعة أونتاريو. في المباراة الفاصلة للموت المفاجئ OUAA، هزم U of T جامعة واترلو 13-2 وجامعة أونتاريو الغربية 8-1. جامعة تورنتو هزمت جامعة ألبرتا 5-2 و5-3 في نصف نهائي كأس الجامعة في ادمونتون وظلت جامعة سانت ماري 3-2 في نهائي كأس الجامعة في تورنتو.

### جمعية كاليفورنيا الرياضية الجماعية للهوكي (CCAA)

#### رجال
كان فريق سانت كلير كوليدج ساينتس 1975–76 (26–0–0) في وندسور، أونتاريو أول فريق من فرق الهوكي الرجالي التابع لاتحاد الكليات الكندية لألعاب القوى لم يهزم وغير مرتبطين في الموسم العادي وبعد الموسم في طريقه إلى لقب وطني . بعد فوزه في جميع مباريات الموسم العادي العشرين لينتهي على قمة القسم الغربي لجمعية أونتاريو لألعاب القوى، تفوقت سانت كلير على فانشو 5-2 و6-3 للفوز بسلسلة التصفيات والتقدم إلى بطولات المؤتمرات حيث تفوقت على ألجونكوين 8-2 وهامبر 11-2. في بطولة CCAA للهوكي الوطنية في كامروز، ألبرتا، هزم سانت كلير كيب بريتون 10-4 في نصف النهائي وسلكيرك 11-2 في النهائي.
فاز معهد شمال ألبرتا للتكنولوجيا (NAIT) Ooks (33–0–0) في عام 1984 - 85 في إدمونتون بجميع مباريات الموسم الخمسة والعشرين في مؤتمر كليات ألبرتا الرياضي قبل اكتساح كلية كامروز اللوثرية في أفضل ثلاث سلاسل مؤتمرات نصف نهائية وملوك كلية ريد دير في سلسلة نهائية من أفضل خمسة مؤتمرات. في بطولة CCAA للهوكي الوطنية في Moose Jaw ، ساسكاتشوان، تفوقت NAIT على رؤساء كلية Cariboo 8-2، وشجعان كلية سينيكا 5-2 وكلية فيكتوريافيل فولكينز 9-2 لرفع بطولة CCAA باول.

## قواعد كرة القدم الأسترالية

### الدوري الأسترالي لكرة القدم (AFL) / الدوري الفيكتوري لكرة القدم (VFL)
و بوخوم بدأت في عام 1897. واستنادا كليا في ولاية فيكتوريا، قبل أن توسعت خلال 1980s، و1990s ليصبح الدوري الوطني المستوى الأعلى (AFL) في هذه الرياضة من قواعد كرة القدم الأسترالية. يتراوح طول الموسم الكامل (بما في ذلك المباريات النهائية) بين 18 و 26 مباراة. طوال تاريخ الدوري، لم يكمل أي فريق موسماً مثالياً. فريق واحد، كولينجوود في عام 1929، أكمل موسمًا مثاليًا ذهابًا وإيابًا، وانتهى برقم قياسي قدره 18-0. فاز النادي بلقب الدوري، لكنه لم يكمل موسماً مثالياً بعد خسارته نصف النهائي أمام ريتشموند. في عام 2020، لم يهزم فريق بورت أديليد في دوري كرة القدم الأمريكية طوال موسم الذهاب والإياب. هم أيضا خسروا مباراتهم الوحيدة في سلسلة النهائيات ضد ريتشموند. على الرغم من أن هذا قضى على بورت أديلايد من المنافسة النهائية وفازت ريتشموند بعلم الدوري الممتاز لعام 2020.

### رابطة جنوب أستراليا الوطنية لكرة القدم (SANFL)
توجد SANFL منذ عام 1877 داخل جنوب أستراليا، وحتى الجزء الأخير من القرن العشرين كانت موازية لمعيار VFL. الموسم المثالي الوحيد الذي تم إكماله كان على يد فريق بورت أديلايد عام 1914، المعروف باسم «المنهونون». فاز بورت بجميع مبارياته الأربع قبل الموسم. أنهى الجولة الثانوية برقم قياسي قدره 12-0، قبل أن يفوز في كلتا النهائيتين لينتهي برقم قياسي 14-0 وموسم مثالي. كما فازوا ببطولة أستراليا ضد رئيس وزراء VFL كارلتون، لتوسيع هذا الرقم القياسي إلى 15-0. بالإضافة إلى ذلك، لعب النادي فريقًا مشتركًا من جميع أندية اتحاد جنوب إفريقيا لكرة القدم الأخرى وفاز بزيادة الرقم القياسي إلى 16-0. كان أقرب فريق وصل إلى بورت أديلايد هو شمال أديلايد، حيث خسر 21 نقطة في الجولة العاشرة. هذه هي الحالة الوحيدة في بطولات الدوري الأسترالية الثلاثة الكبرى لكرة القدم (VFL / SANFL / WAFL) حيث لم يهزم أي نادٍ في فترة ما قبل الموسم. الموسم الرئيسي وموسم آخر.
في عام 1912، خاض بورت أديلايد جولة ثانوية مثالية ثم تغلب على ويست تورينس في نصف النهائي لكنه خسر كلا من النهائي والنهائي الكبير أمام وست أديلايد .

### دوري غرب أستراليا لكرة القدم (WAFL)
توجد WAFL منذ عام 1885 داخل أستراليا الغربية، وحتى الجزء الأخير من القرن العشرين كانت مكافئة لمعيار VFL أو SANFL. في 1946 الشرق فريمانتل كان الفريق أول ناد في كبار كرة القدم WAFL قد تمكن من الموسم المثالي، وفاز كل واحد وعشرين من مبارياته. من الملاحظ أن قوائم اللعب للعديد من خصومها قد استنفدت بشكل خطير بسبب الحرب العالمية الثانية. جاءت الخسارة الوحيدة لهذا الموسم ضد نادي كولينجوود الفيكتوري في مباراة استعراضية بعد الموسم. في 2018 سوبياكو كان فريق الفريق الثاني لإكمال الموسم المثالي، وفاز كل من 18 مباراة في الجولة قاصر قبل ان يفوز كلا من ثاني نصف النهائي ضد جنوب فريمانتل والنهائي الكبير ضد الغرب بيرث.

### الاتحاد الفيكتوري لكرة القدم (VFA / VFL)
بدأ دوري كرة القدم الفيكتوري، المعروف حتى عام 1996 باسم اتحاد كرة القدم الفيكتوري، في عام 1877 وكان الدوري الممتاز لكرة القدم في فيكتوريا حتى عام 1897، وأصبح دوري الدرجة الثانية في الولاية منذ ذلك الحين. تم الانتهاء من المواسم المثالية في أربع مناسبات في تاريخ VFA / VFL:
1. بواسطة شمال ملبورن خلال فترة الحرب القصيرة عام 1915، مع رقم قياسي قدره 15-0
2. بواسطة شمال ملبورن في عام 1918، والتي تم اختصارها أيضًا بسبب الحرب، مع رقم قياسي قدره 12-0؛[28]
3. بواسطة جيلونج ويست في عام 1972 القسم 2، مع رقم قياسي من 20-0[29]
4. بواسطة ميناء ملبورن في عام 2011، مع رقم قياسي من 21-0.[30]

كانت هناك أيضًا حالات من عدم هزيمة الفرق خلال الموسم في القرن التاسع عشر، لكن لم يكمل أي منها مواسم مثالية لأن بعض مبارياتهم تم تعادلتهم. من بين هؤلاء، يمكن تفسير جيلونج على أنه كان مثاليًا في عام 1879؛ كان سجله 15-0-1، وجاء القرعة بالاتفاق عندما تم التخلي عن المباراة بسبب سوء الأحوال الجوة.
أنهت أربعة فرق أخرى مواسم كاملة على أرضها وخارجها ، لكنها خسرت بعد ذلك المباريات النهائية:
1. فاز شمال ملبورن في عام 1919 بجميع مباريات الذهاب والإياب الثمانية عشر قبل أن يخسر أمام برونزويك في نصف النهائي الثاني وفوتسكراي في النهائي الكبير.
2. فاز كوبورج في عام 1927 بجميع مباريات الذهاب والإياب الثمانية عشر قبل تعادله مع بورت ميلبورن في نصف النهائي الثاني، وخسر في الإعادة، ثم فاز في النهائي الكبير.
3. فاز كوبورج في عام 1945 بجميع المباريات العشرين ذهابًا وإيابًا قبل أن يخسر أمام ويليامزتاون في الدور نصف النهائي الثاني ويخرجه بورت ميلبورن في النهائي التمهيدي.
4. فاز ويليامزتاون في عام 1957 بجميع المباريات العشرين ذهابًا وإيابًا قبل أن يخسر أمام مورابين في نصف النهائي الثاني، ويخرجه بورت ميلبورن في المباراة النهائية التمهيدية.

## دوري الرجبي

### دوري الرجبي الوطني
تأسست الرابطة الوطنية للرجبي منذ عام 1908، وكانت تُعرف في الأصل باسم دوري الرجبي في نيو ساوث ويلز وقبل حرب الدوري الممتاز لعام 1995 باسم دوري الرجبي الأسترالي. في تاريخه، أكمل فريق واحد فقط موسمًا مثاليًا: جنوب سيدني رابيتوهز في عام 1925، الذي فاز بجميع المباريات الاثنتي عشرة المتنافسة.
وقد ذهب لم يهزم خمسة فرق أخرى ولكن ظهرت واحدة على الأقل مباراة تعادل: بالمن (1915)، شمال سيدني (1921)، الضواحي الشرقية (1936 و 1937)  و سانت جورج (1959).

### دوري بريسبان للرجبي
و رئاسة الوزراء بريسبان دوري الرجبي بدأ في عام 1909 واستمر في أشكال مختلفة حتى عام 1996، وبعد ذلك حلت محلها في كأس ولاية كوينزلاند. بين ثلاثينيات وستينيات القرن الماضي، كان مستوى مماثلًا لدوري كرة القدم للرجبي في نيو ساوث ويلز، ولكن في وقت لاحق أدى نزيف كبير من اللاعبين إلى سيدني إلى تآكل مستوى اللعب. قبل الحرب العالمية الثانية، كانت المواسم عادة لا تزيد عن اثنتي عشرة مباراة؛ ولكن مع نمو المنافسة، تم توسيعها إلى 21 مباراة بحلول عام 1960. كانت فرق BRL الوحيدة التي تدير موسمًا مثاليًا هي:
| الموسم | الفريق          | الفوز | الخسارات | التاعدلات | ملاحظات                                          |
| ------ | --------------- | ----- | -------- | --------- | ------------------------------------------------ |
| 1955   | وادي الثبات     | 20    | 0        | 0         | أطول موسم مثالي في دوري الرجبي الأسترالي.        |
| 1920   | الضواحي الغربية | 15    | 0        | 0         | تم تقسيم الموسم إلى نصفين بالإضافة إلى النهائيات |

تمكن الفريق التالي من إدارة موسم غير مهزوم لكنه تعادل في مباراة واحدة:
| الموسم | الفريق          | الفوز | الخسارات | التاعدلات | ملاحظات |
| ------ | --------------- | ----- | -------- | --------- | --- |
| 1922   | الضواحي الغربية | 11    | 0        | 1         | تم تقسيم الموسم إلى نصفين ، بالإضافة إلى النهائيات التي فاز فيها ويست كلاهما. سيخسر الفريق في عام 1923 بانتصارين فقط. |

تمكنت الفرق التالية من الفوز بموسم ذهاب وإياب غير مهزوم ، لكنها خسرت بعد ذلك المباريات النهائية:
| الموسم | الفريق      | الفوز | الخسارات | التاعدلات | ملاحظات |
| ------ | ----------- | ----- | -------- | --------- | --- |
| 1938   | وادي الثبات | 11    | 1        | 0         | ذهب 10-0-0 في موسم الذهاب والإياب وفاز في نصف النهائي الرئيسي ، لكنه خسر النهائي الكبير 16-10 أمام الضواحي الشمالية .                   |
| 1930   | كارلتون     | 11    | 1        | 1         | خاض 9-0-1 في الموسم العادي وفاز في نصف النهائي.خسر النهائي أمام فورتيتيود فالي 0-10، لكنه ارتد للفوز بالنهائي الكبير 19-8 ضد نفس الخصم. |

### دوري الرجبي البريطاني
في حين لم يكمل أي فريق لدوري الرجبي في بريطانيا الموسم المثالي في الدرجة الأولى، فقد تم تحقيق ذلك في مناسبتين في الأقسام الدنيا، مرة في الدرجة الثانية ومرة في الدرجة الثالثة. حقق هال إف سي هذا الإنجاز في موسم 1978-1979، حيث فاز في 26 مباراة من 26 مباراة ، وصعد إلى الدرجة الأولى للمرة الثانية في ثلاثة مواسم. وقد تحقق هذا أيضًا من قبل Dewsbury Rams في عام 2009 خلال موسم البطولة 1 (الدرجة الثالثة) حيث فازوا بجميع 18 مباراة من 18 محتملة، وفازوا بالترقية فور هبوطهم في الموسم السابق حيث فازوا بمباراتين فقط. منذ عرضهم الترويجي لعام 2009، بقي الكباش حتى الآن في الدرجة الثانية للرياضة، بما في ذلك نهائيات فاصلة.
في عام 2017، أكمل تورنتو ولفبك السبب المعتاد بتسجيله 15-0، ولكن بعد أن أنهى السوبر 8 بسجل 22-1-1.

## اتحاد الركبي

### الرجبي الدولية
في نيوزيلندا جميع السود كانوا أول فريق لعبة الركبي المهنية لانتاج الكمال الموسم اختبار الرجبي في عام 2013. هزموا بنجاح فرنسا أربع مرات، أستراليا ثلاث مرات، جنوب أفريقيا والأرجنتين مرتين وأيضا فوز اليابان، إنجلترا وأيرلندا في هم يربح يركض لا يصدق . أنتجوا رقما قياسيا من 14-0-0، متغلبين على أفضل 5 فرق تحتهم في التصنيف العالمي IRB. حققت إنجلترا هذا الإنجاز بعد أن حققت موسمًا تجريبيًا مثاليًا في عام 2016 بعد التعافي من خروجها من كأس العالم في عام 2015 .

### سوبر رجبي
شهدت منافسة الفريق الرئيسية في نصف الكرة الجنوبي، Super Rugby، التي تأسست باسم Super 12 في عام 1996 وعرفت لاحقًا باسم Super 14 قبل اعتماد اسمها الحالي في عام 2011، موسمًا واحدًا مثاليًا فقط. والصليبيين، ومقرها في كرايستشيرش وتمثل جزء كبير من الجزيرة الجنوبية من نيوزيلندا، الانتهاء من سوبر 12 موسم 2002 مع سجل 11-0-0 وذهب إلى الفوز على كل من مباريات نهائيات لمطالبة ولي العهد الموسم دون هزيمة.
وقد فاز فريق واحد الآخر البطولة دون هزيمة: في 1997، والبلوز أوكلاند (المعروفة اختصارا باسم «البلوز» منذ عام 2000)، الذي يمثل في الوقت الأجزاء الوسطى والجنوبية من أوكلاند منطقة بالإضافة إلى بعض المناطق المتاخمة للجنوب، الانتهاء من موسم عادي بتعادل واحد من 11 مباراة. كما فازوا في كل من المباراتين النهائيين للمطالبة باللقب.

## اتحاد كرة القدم

### الفرق المحلية
لم يحقق أي فريق كرة قدم في أي وقت مضى موسمًا مثاليًا في جميع المسابقات التي تم إدخالها، لكن البعض حقق رقمًا قياسيًا مثاليًا في مسابقات الدوري المحلي الخاصة بهم، على الرغم من أن هذا الإنجاز بحد ذاته نادر. أقدم موسم معروف في الدوري الممتاز هو موسم نادي رينجرز الإسكتلندي الذي فاز في 1898-99 بجميع مبارياته الـ18 في الدوري الإسكتلندي في القسم الأول.
حققت أندية كرة القدم الأخرى مواسم مثالية في الدوري منذ ذلك الحين: راسينغ كلوب الأرجنتيني في عام 1919 (13 فوزًا من أصل 13)، فيرينكفاروسي من المجر في 1931-1932 (22 انتصارًا من 22)، Dresdner SC في ألمانيا في 1942-1943 (23)، Sunrise Flacq المتحدة من موريشيوس في 1995-96 (22)، وناسيونال في أوروغواي في عام 1941 (20). حقق بايرن ميونخ رقماً قياسياً مثالياً 11-0-0 في طريقه للفوز بدوري أبطال أوروبا 2019-20، وهو أول فريق يفعل ذلك.
في كرة القدم النسائية ، أصبح نادي يوفنتوس الإيطالي أول من يفوز بالدوري الإيطالي برقم قياسي (22-0-0) في موسم 2020-21،  وهو إنجاز غير مسبوق في تاريخ كرة القدم الإيطالية للرجال أو للسيدات.

### كأس العالم
إن احتمالية فوز فريق وطني في كأس العالم FIFA بجميع مبارياته في الوقت التنظيمي ليصبح البطل أعلى بكثير من معظم الأندية في دوريهم المحلي، حيث تستمر البطولة النهائية بشكلها الحالي سبع مباريات فقط. تم تحقيق هذا العمل الفذ ثلاث مرات، من قبل أوروغواي في بطولة 1930 الافتتاحية، والبرازيل في 1970 و 2002 . هذا لا يشمل الجولة التأهيلية للبطولة، التي استمرت أكثر من عام وكان لها شكل متنوع منذ عام 1934. فقط المنتخب البرازيلي عام 1970 فاز بكل مباراة في التصفيات والجولات النهائية لبطولة واحدة، بإجمالي 13 مباراة. نظرًا لعدم وجود مرحلة تأهيلية لبطولة 1930، فازت أوروجواي أيضًا بجميع المباريات التي خاضتها لتصبح بطلة. في عام 2010، اقتربت هولندا من تحقيق نفس الإنجاز الذي حققته البرازيل في عام 1970. فازت هولندا في 8 من أصل 8 مباريات تأهيلية وفازت في مباريات كأس العالم الست التالية في الوقت التنظيمي فقط لتخسر في الوقت الإضافي أمام إسبانيا في النهائي، منتهيًا بسجل 14–0–1. في عام 1998، أصبحت فرنسا الدولة المضيفة الوحيدة التي فازت بجميع المباريات السبع لكأس العالم FIFA وفازت بالبطولة. لكن في ربع النهائي هزموا إيطاليا بركلات الترجيح. يتم تمثيل المكاسب (وكذلك الخسائر) على العقوبات على أنها تعادل في الإحصائيات.

### كأس العالم للسيدات FIFA
خلال عام 2011، كانت احتمالية فوز المنتخب الوطني بجميع مبارياته في كأس العالم للسيدات FIFA أكبر قليلاً مما كانت عليه في نسخة الرجال. بدأت كأس العالم للسيدات في عام 1991 بـ 12 فريقًا وتوسعت إلى 16 في عام 1999. تحت كلا الهيكلين، كان على الفريق الفائز الفوز في ست مباريات فقط (ثلاثة في دور المجموعات وثلاث في مرحلة خروج المغلوب) للفوز باللقب دون هزيمة. توسعت البطولة إلى 24 فريقًا في عام 2015، وفي ذلك الوقت زاد عدد المباريات التي يجب أن يلعبها البطل إلى سبع (وهو نفس إجمالي مباريات كأس العالم للرجال).
حدث 2011، الذي فازت به اليابان، كان أول حدث يخسر فيه البطل في اللعب الجماعي؛ كما خسرت الولايات المتحدة، التي وصلت إلى النهائيات، في اللعب الجماعي. فاز كل فريق سابق فاز باللقب - الولايات المتحدة في 1991 و1999، والنرويج في 1995، وألمانيا في 2003 و2007 - بجميع مباريات دور المجموعات. في الواقع، واحد فقط من هذه الفرق، الولايات المتحدة في عام 1999، خاض مباراة خروج المغلوب لوقت إضافي - على وجه التحديد المباراة النهائية ضد الصين، والتي ذهبت في النهاية إلى ركلات الترجيح. فازت ألمانيا بجميع مبارياتها في البطولة النهائية لعام 2007 دون أن تتخلى عن أي هدف، لتصبح أول فريق في كأس العالم للرجال أو السيدات يحقق هذا الإنجاز. حقق فريق بطولة الولايات المتحدة الثالثة في عام 2015 قرعة واحدة في دور المجموعات. في عام 2019، فازت الولايات المتحدة بجميع المباريات السبع في التنظيم، بنتيجة 26-33، في طريقها إلى لقبها الرابع.
اعتبارًا من بطولة 2019، مر أربعة من أبطال كأس العالم للسيدات غير المهزومين وغير المقيدون أيضًا بمرحلة التصفيات دون خسارة أو تعادل:
- الولايات المتحدة، 1991 (5 انتصارات، 49 هدفًا، 0 ضد).
- ألمانيا، 2003 (6 انتصارات، 30 هدفًا، 1 ضد)
- ألمانيا، 2007 (8 انتصارات، 31 هدفًا، 3 ضد)
- الولايات المتحدة، 2019 (5 انتصارات، 26 هدفًا، 0 ضد)

من بين الفريقين الآخرين التي فازت بكأس العالم للسيدات دون خسارة أو تعادل في النهائيات:
- مرت النرويج بحملتها التأهيلية عام 1995 بـ 8 انتصارات وتعادل واحد وخسارة واحدة.
- تأهلت الولايات المتحدة تلقائيًا لإصدار 1999 كمضيف.

## كرة اليد

### ألمانيا
في 2011/2012، حقق بطل كرة اليد الألماني THW Kiel موسمًا مثاليًا يصل إلى 34 مباراة. بالإضافة إلى ذلك، فاز الفريق أيضًا بكأس DHB الوطني ودوري أبطال EHF الدولي.

### إسبانيا
في الدوري الإسباني لكرة اليد في نادي برشلونة لكرة اليد كان 4 مواسم متتالية مثالية من 2013-14 الموسم إلى 2016-17 الموسم.

### كرواتيا
في الدوري الإسباني الممتاز، لم يهزم RK Zagreb لمدة 11 عامًا، وفاز بـ 190 مباراة متتالية، وآخر مرة خسروا فيها أمام أوسيجيك موتورمودول (38:39) في 14.4.2007. في تلك المباريات الـ 190، حصلوا على تعادل واحد مع RK Poreč (31:31)، بعد تلك المباراة فازوا بـ 178 مباراة متتالية وهذا الصف لا يزال نشطًا. [51]

## الكرة الطائرة
في موسم 2012-13، فاز "Vakıfbank İstanbul" بجميع المباريات الـ 52 ووصل إلى خمس بطولات [52] في
- 2012-13 الدوري التركي للكرة الطائرة للسيدات،
- 2012–13 كأس الكرة الطائرة التركية للسيدات،
- 2012–13 دوري أبطال أوروبا لكرة القدم للسيدات،
- 2013 كأس السوبر للكرة الطائرة التركية للسيدات و
- بطولة العالم للأندية 2013 FIVB للسيدات .

فازت "Vakıfbank İstanbul" بـ 6 مباريات في كأس الكرة الطائرة التركية للسيدات، و12 مباراة في دوري أبطال أوروبا للسيدات، و29 مباراة (22 دوريًا، و7 مباريات فاصلة) في الدوري التركي للكرة الطائرة للسيدات، ومباراة واحدة في كأس السوبر للكرة الطائرة التركية للسيدات و4 مباريات في الاتحاد الدولي للكرة الطائرة. بطولة العالم للسيدات في الكرة الطائرة، ولم تخسر قط في موسم 2012-13. بالإضافة إلى ذلك، فازوا في جميع المباريات الـ 51 التي خاضوها في عام 2013.
بعد أن بدأوا موسم 2013-14 في دوري الكرة الطائرة للسيدات التركي مع 13 فوزًا و 2013-14 دوري أبطال أوروبا للسيدات مع 8 انتصارات، فقد وسعوا سلسلة انتصاراتهم إلى 73 مباراة اعتبارًا من 23 يناير 2014.

## كرة سلة
تميل بطولات كرة السلة خارج الدوري الاميركي للمحترفين إلى أن تكون أقصر من موسم 82 لعبة في الدوري الاميركي للمحترفين، مما يجعل الموسم المثالي أكثر قابلية للتحقيق.
فاز "Khimik" بدوري كرة السلة الأوكراني الممتاز 2014-15 بفوزه في جميع مباريات الموسم العادي الثلاثين، والفوز بجميع المباريات الفاصلة، مسجلاً رقمًا قياسيًا يبلغ 36-0.

## كرة الشبكة

### كأس بنك الكومنولث
كانت كأس بنك الكومنولث هي المنافسة الوطنية الرئيسية لكرة الشبكة في أستراليا من 1997 إلى 2007. كانت هناك ثمانية فرق في نسق روبن مزدوج الدور والنهائيات.
كان فريق سيدني سويفت هو الفريق الوحيد الذي حقق موسمًا مثاليًا، حيث فاز في جميع مباريات الموسم العادي الأربعة عشر وكلا المباراتين النهائيتين برقم قياسي قدره 16-0.

### بطولة ANZ
تأسست بطولة ANZ وهي مسابقة كرة الشبكة الرئيسية لأستراليا ونيوزيلندا، في عام 2008 لتحل محل كأس بنك الكومنولث. تتألف من عشرة فرق (خمسة من أستراليا وخمسة من نيوزيلندا)، وكان هناك حتى الآن موسم واحد مثالي، من قبل كوينزلاند فايربيردز ميشن ، ومقرها بريسبان، كوينزلاند في عام 2011. فاز فايربيردس بثلاث عشرة مباراة في الموسم العادي وكلاهما من المباريات النهائية لمدة سجل 15-0. في عام 2010، تمكن فريق نيو ساوث ويلز سويفت من الفوز بجميع مباريات الموسم العادي الثلاثة عشر، لكنه خسر كل من المباراتين النهائيتين وانتهى بـ13-2 لتلك السنة.

## كريكيت

### مقاطعة الكريكيت
توجد لعبة الكريكيت الإنجليزية من الدرجة الأولى باعتبارها المستوى الأعلى للكريكيت المحلي في إنجلترا منذ منتصف القرن التاسع عشر، وحتى الخمسينيات من القرن الماضي كانت تصل إلى أعلى مستوى في اللعبة. تباينت الفصول في الطول: قبل ثمانينيات القرن التاسع عشر، كانت عمومًا أقل من عشر مباريات في الطول، وكانت بعض المقاطعات «من الدرجة الأولى» تلعب فقط ضد واحد أو اثنين من المعارضين المختلفين، لذلك لم يكن فوز الفريق بجميع مبارياته أمرًا غير قابل للتصديق. بين عامي 1887 و1929 ، تم زيادة طول المواسم تدريجيًا إلى ثمانية وعشرين مباراة قياسية لجميع المقاطعات. ومع ذلك، نظرًا لتطور وشعبية لعبة الكريكيت ليوم واحد، فقد تم تخفيض المواسم إلى أربع وعشرين مباراة في عام 1969 وعشرون في عام 1972، على الرغم من زيادة هذه المواسم بمقدار اثنتين في عامي 1977 و1983. مع زيادة تصل إلى أربعة أيام لجميع الألعاب، تم لعب ستة عشر أو سبعة عشر مباراة منذ عام 1993 .
أيضًا، بسبب التحسينات التي تم إدخالها على الملاعب عبر الأسطوانة الثقيلة والغطاء للحماية من المطر، ارتفعت نسبة الألعاب «المرسومة» (غير المكتملة) بشكل مطرد منذ سبعينيات القرن التاسع عشر.
منذ ظلت جداول النتائج في 1864، [54] والفريق الوحيد الذي تنافس موسم مثالي صحيح - فوز صريح في كل مباراة - كان يوركشاير في 1867 عندما بقيادة جورج فريمان وتوم ايميت الصورة قاتلة البولينج بسرعة على مكشوفا وبسطه الملاعب، [55] فازوا بجميع مباريات المقاطعة السبع. [56]
حقق Essex CCC الإنجاز في صيف عام 2017، مع توليفة البولينج من Simon Harmer و Jamie Porter معظم الضرر. رايان تن دويشات كابتن الجانب،
منذ عام 1868، أنهت العديد من فرق المقاطعات في جداول زمنية أطول موسمًا بدون هزيمة، [54] لكن لم ينجح أي منها في الفوز بكل مباراة على حدة:
| موسم      | فريق         | يفوز | خسائر | تعادل | ملاحظات |
| --------- | ------------ | ---- | ----- | ----- | --- |
| 1864      | ساري         | 6    | 0     | 2     | كما هزم فريق إنجلترا المشترك بثمانية ويكيت |
| 1876      | جلوسيسترشاير | 5    | 0     | 3     | سجل WG Grace أكثر من 1000 نقطة في أغسطس بما في ذلك أول قرنين من القرون الثلاثة في لعبة الكريكيت من الدرجة الأولى                                           |
| 1877      | جلوسيسترشاير | 7    | 0     | 1     | هزم إنجلترا بخمسة ويكيت |
| 1881      | لانكشاير     | 10   | 0     | 3     | ألغيت مباراة واحدة ضد ميدلسكس لأن هارو واندررز حجز لوردز                                                                                                   |
| 1884      | نوتينغمشير   | 9    | 0     | 1     | تعادل فقط مع ساري في أغسطس بانك هوليداي شهدت مباراة ساري بثلاثة ويكيت في متناول اليد و 153 رمية للفوز                                                      |
| 1886      | نوتينغمشير   | 7    | 0     | 7     | |
| 1900      | يوركشاير     | 16   | 0     | 12    | خسر مباراتين فقط ، كلاهما على أرضه أمام سومرست بين عامي 1900 و 1902. خسر أمام MCC في لوردز حيث حصل JT Hearne على تسعة مقابل 71 على أرضية مثالية.           |
| 1904      | لانكشاير     | 16   | 0     | 10    | |
| 1907      | نوتينغمشير   | 15   | 0     | 4     | تم التخلي عن مباراة واحدة ضد يوركشاير. هالام وواس أخذ 298 يكت بينهما في الصيف الرطب جدا                                                                    |
| 1908      | يوركشاير     | 16   | 0     | 12    | |
| 1925      | يوركشاير     | 21   | 0     | 11    | معظم المباريات ومعظم انتصارات فريق المقاطعة الذي لم يهزم                                                                                                   |
| 1926      | يوركشاير     | 14   | 0     | 17    | احتل المركز الثاني ، بفارق ضئيل خلف لانكشاير الذي فاز بسبعة عشر مباراة وخسر اثنتين. لعب 71 مباراة دون خسارة قبل أن يخسر أمام وارويكشاير في 23 مايو 1927    |
| 1928      | لانكشاير     | 15   | 0     | 15    | خاض 35 مباراة دون خسارة وخسر بشكل عام مرة واحدة فقط في ثلاثة وثمانين مباراة على مستوى المقاطعة قبل أن يخسر أمام ساسكس في 24 مايو 1929.                     |
| 1928      | يوركشاير     | 8    | 0     | 20    | أنهى في المركز الرابع من أصل سبعة عشر فريقًا لعب ستة وخمسين مباراة مقاطعة لم يهزم فيها قبل أن يخسر أمام كنت في 1 يوليو 1929، لكنه فاز فقط بأربعة عشر من هذه |
| 1930      | لانكشاير     | 10   | 0     | 18    | خسر أربع مباريات فقط من أصل 135 مباراة في نهاية الموسم. |
| 1969      | جلامورجان    | 11   | 0     | 13    | |
| 1972      | وارويكشاير   | 9    | 0     | 11    | |
| 1973      | هامبشاير     | 10   | 0     | 10    | |
| 1974      | لانكشاير     | 5    | 0     | 15    | أنهى الفريق الثامن فقط من أصل سبعة عشر فريقًا أقل نسبة فوز من قبل فريق المقاطعة الذي لم يهزم                                                                |
| 1998 [57] | ليسترشاير    | 11   | 0     | 6     | خسر مباراتين فقط بين عامي 1996 و 1998 |
| 1999 [58] | ساري         | 12   | 0     | 5     | الموسم الماضي من بطولة الدرجة الواحدة |
| 2004      | وارويكشاير   | 5    | 0     | 11    | الشعبة الأولى [59] |
| 2008      | وارويكشاير   | 5    | 0     | 11    | الدرجة الثانية [60] |
| 2009      | دورهام       | 8    | 0     | 8     | الدرجة الأولى [61] |
| 2012      | يوركشاير     | 5    | 0     | 11    | أنهى المركز الثاني في الدرجة الثانية [62]. |

## تنس
في عامي 2011 و2012، أكمل فريق فريق تنس واشنطن كاسلز أوف وورلد مواسم مثالية متتالية، وهو أول امتياز رياضي محترف في الولايات المتحدة يقوم بذلك. اكتسح Kastles كل من المواسم العادية 2011 و2012 بسجل مثالي 14-0، ثم في كل موسم واصل الفوز بمباراتي ما بعد الموسم وبطولة الدوري، محققًا 32 مباراة متتالية في هذه العملية. يقف هذا الخط أقل من الرقم القياسي القياسي للرياضات الاحترافية في الولايات المتحدة في 1971–72 في لوس أنجلوس ليكرز.

## دراجة جبلية

### عبر البلاد
في موسم 2017، فاز راكب الدراجة الجبلية السويسري نينو شورتر بـ 6 سباقات من أصل 6، بالإضافة إلى ذلك في بطولة العالم فاز بالميدالية الذهبية في السباق الفردي والمختلط وكيب إيبيك. [63]

### انحدار
في موسم 2016، فازت راشيل أثيرتون، راشيل الدراجة الجبلية البريطانية، بسبعة سباقات من أصل 7، بالإضافة إلى فوزها بالميدالية الذهبية في بطولة العالم . [64]